# Kostimulator
Ein Kostimulator (synonym kostimulatorisches Molekül) ist ein Protein, das als zweiter Rezeptor aktiviert werden muss, um eine adaptive Immunantwort auszulösen.

## Eigenschaften
Die adaptive Immunantwort entsteht durch Antigenpräsentation gegenüber dem B-Zell-Rezeptor (BCR) auf B-Zellen und auf dem Haupthistokompatibilitätskomplex (MHC) gegenüber dem T-Zell-Rezeptor (TCR) von T-Zellen. Eine Aktivierung erfolgt nur, wenn gleichzeitig ein zweiter Rezeptor aus der Gruppe der Kostimulatoren aktiviert wird. Bei einer Aktivierung des BCR oder TCR ohne Aktivierung eines Kostimulators entsteht eine Anergie.

### B-Zellen
Beispiele für Kostimulatoren bei B-Zellen sind CD40 und sein Ligand CD40L, oder CR2 und einer seiner Liganden iC3b, C3dg oder C3d.

### T-Zellen
Kostimulatoren bei T-Zellen sind CD28 und seine Liganden B7-1 und B7-2, sowie ICOS und sein Ligand ICOSL (synonym B7-H2). Die Bindung von CD28 wird kompetitiv durch den immunsupprimierenden Rezeptor CTLA-4 gehemmt.
Manche Superantigene binden gleichzeitig an den TCR und an den Kostimulator CD28, wodurch beide notwendigen Signale für eine Aktivierung der T-Zelle vermittelt werden.

## Anwendungen
Abatacept und Belatacept sind jeweils Fusionsproteine aus der Fc-Region von IgG1 mit dem extrazellulären Anteil von CTLA4, die an B7-Proteine binden und die Kostimulation von T-Zellen unterbinden. Abatacept wird zur Behandlung der Autoimmunerkrankung rheumatoide Arthritis eingesetzt. Belatacept wird zur Vermeidung einer Abstoßungsreaktion nach einer Nierentransplantation verwendet. Eine Hemmung von Kostimulatoren wird zur Behandlung der Autoimmunerkrankung Lupus erythematodes untersucht. Weiterhin wird eine Hemmung von Kostimulatoren zur Behandlung von organspezifischen Autoimmunerkrankungen wie Multiple Sklerose und Diabetes mellitus Typ 1 untersucht.